# Deutsche Briefmarken-Zeitung
Die DBZ/se – Deutsche Briefmarken-Zeitung/Sammler-Express ist eine seit 1925 erscheinende deutsche philatelistische Fachzeitschrift mit mehreren Vorgängern desselben Namens.

## Vorläufer

### Deutsche Briefmarken-Zeitung (1870–1873)
Zwischen Oktober 1870 und Juni 1873 erschienen 31 Ausgaben einer Zeitung mit dem Titel Deutsche Briefmarken-Zeitung in Dresden. Die Heftzählung umfasste die Nummern 1–33, wobei die Nummern 29 und 30 aber tatsächlich nie erschienen sind. Die Zeitschrift hatte den Untertitel „Organ für die gesammten Interessen der Briefmarkenkunde“ und als Titelbild diente der Mulready-Umschlag. 1870/71 war Alfred Moschkau der Schriftleiter dieses Blattes; Herausgeber waren Gustav Bauschke (* 1840, † 1879), der zeitweilig die Rechte an dem renommierten Schaubek-Verlag innehatte, und Alwin Zschiesche (* 1843, † 1929).

### Deutsche Briefmarken-Zeitung (1883–1890)
Vom Januar 1883 bis November 1890 erschien eine weitere Deutsche Briefmarken-Zeitung in Dresden. Redakteur und Herausgeber dieser Zeitschrift war Ernst Wilhelm Grossmann; sie war eine Fortsetzung der Zeitung „Dresdner illustriertes Briefmarken-Journal“ (ehemals „Allgemeiner Briefmarken-Anzeiger“).

### Deutsche Briefmarken-Zeitung (1890–1923)
Am 18. Oktober 1890 gründete  Hans Brendicke in Berlin eine neue Monats-Zeitschrift mit dem Titel Illustrierte Zeitschrift für Postwertzeichenkunde, die später den Haupttitel Deutsche Briefmarken-Zeitung trug. In den 1890er-Jahren war einer der Stammautoren Carl Lindenberg.
Im Jahre 1896 übernahm Hugo Krötzsch aus Leipzig den Verlag. Bei einer Ausstellung in Paris im Jahr 1900 wurde sie neben dem American Journal of Philately mit einer Goldmedaille ausgezeichnet. In den Jahren nach 1900 galt die Zeitschrift neben dem Gibbons Monthly Journal und dem The London Philatelist als eine der drei weltweit bedeutendsten philatelistischen Zeitschriften.
1919 übernahm der Leipziger Briefmarkenhändler Franz Junghanß die Zeitschrift. Wegen der schwierigen ökonomischen Umstände erschien sie in den 1920er-Jahren nur noch unregelmäßig, so 1923 nur noch vier Mal als dünnes Blatt. Mit dem Heft 4/1923 ging sie im 34. Jahrgang ein.
Zu den bekannteren Autoren der Zeitschrift gehörten u. a. Hugo Krötzsch, Carl Lindenberg (teilweise mit dem Pseudonym D. R. oder D. Richter), Franz Kalckhoff, Ludwig Berger, Heinrich Fraenkel, Paul Orth und Herbert Munk.

## Deutsche Zeitung für Briefmarkenkunde/Deutsche Briefmarken-Zeitung

### Deutsche Zeitung für Briefmarkenkunde (1925–1985)
Ab 1925 erschien die Zeitschrift Philatelistische Nachrichten: Frankfurter Briefmarkenzeitung. Herausgeber war der Briefmarkenhändler und Auktionator S. W. Heß. Ab 1926 erschien sie mit dem neuen Untertitel „Deutsche Zeitung für Briefmarkenkunde,“ der ab 1930 offizieller Haupttitel war. 1932 übernahm der Verlag Dr. Karl Höhn in Ulm die Zeitschrift, wobei Heß weiter Chefredakteur blieb.
1934 erwarb Werner Kühn die Deutsche Zeitung für Briefmarkenkunde, für die u. a. Gustav Kobold, Hans von Rudolphi, Kurt Zirkenbach, Eduard Peschl, Ludwig Heßhaimer und Franz Kalckhoff regelmäßige schrieben. Nach dem Wechsel des Verlagsortes nach Breslau wurde sie mit Heft 3/1943 kriegsbedingt eingestellt, die Auflage betrug 24.000 Stück.
Die Verlegerfamilie siedelte nach Dassel um, wo ab Februar 1949 die Zeitschrift neu herausgegeben wurde. Die Auflage stieg in den 1960er Jahren auf 60.000 Stück. Nach dem Tod von Werner Kühn 1963 ging der Verlag auf seine Frau K. M. Kühn und seine Tochter Eva Kilian über, die das Blatt bis 1979 weiterführten.
Im Laufe der Jahre gingen einige philatelistische Zeitschriften in der DBZ auf: z. B. „Das Posthorn“, „Illustrierte Briefmarkenpost“, „Die Pinzette“, „Süddeutscher Briefmarken-Anzeiger“, „Internationaler Briefmarken-Anzeiger“, „Briefmarken-Kurier“ oder „Philatelistische Nachrichten“.
Ab Januar 1980 fungierten als Herausgeber die Gesellschafter des Mittelrhein-Verlags. Geschäftsführer des DBZ-Verlages und zuständig für Text und Anzeigen war Andreas König. Im April 1980 wurde Ludwig Tröndle Chefredakteur.

### Deutsche Briefmarken-Zeitung (ab 1985)

#### Umbenennung in „Deutsche Briefmarken-Zeitung“
Mit Heft 24/1985 erfolgte die Umbenennung von „Deutsche Zeitung für Briefmarkenkunde“ in „Deutsche Briefmarken-Zeitung“. Die DBZ war, hinter „Linn’s Stamp News“ (USA), die damals weltweit zweitgrößte philatelistische Zeitschrift. Traditionell machte der Kleinanzeigenteil fast die Hälfte des Heftes aus und war (bis in die 1990er Jahre) separat paginiert und herausnehmbar.

#### Zusammengehen mit dem „sammler-express“
Im Juli 1992 wurde die DBZ im Heft 14 mit der schon seit März 1947 in der DDR, zuletzt im Transpress Verlag, erschienenen Zeitschrift „sammler express“ („se“) vereinigt. Der „se“ konnte sich mit seiner historisch bedingten Verbreitung weitgehend im Beitrittsgebiet nicht länger selbstständig auf dem umkämpften philatelistischen Zeitschriftenmarkt behaupten. Die Zusammenlegung erwies sich als positiver Schritt für die Leser beider Zeitschriften, denen damit zusätzliche philatelistische Informationen geboten wurden. Der „se“ bildete zunächst den von den Philatelie-Journalisten Peter Fischer (2020 bei der DBZ altershalber ausgeschieden) und Alfred Peter separat redigierten redaktionellen Mittelteil, der jedoch die fortlaufenden Seitenzahlen der DBZ trug. Sein Logo erschien neben demjenigen der DBZ auf dem Umschlag. Der „se“ griff u. a. Hintergründe der Emissionspolitik der Deutschen Post der DDR auf, da im Zuge der Wiedervereinigung die vorher verschlossenen Archive der Post und der zuständigen DDR-Ministerien zugänglich geworden waren, und aufgrund der früheren kulturellen Bindungen der DDR-Philatelie auch vielfältige Themen aus der ost- und südosteuropäischen Philatelie auf. 
Mit dem Heft 9/95 wurde der „se“ vollständig in die DBZ integriert. Dessen erste Umschlagseite wurde dazu überarbeitet; das „se“-Logo wurde nun vom DBZ-Logo leicht überdeckt, um dies auch gestalterisch zu dokumentieren. So präsentieren sich beide Logos noch heute.

#### Verlagsübernahme durch den Paul Parey Zeitschriftenverlag
1997 übernahm der Paul Parey Zeitschriftenverlag den Verlag. 1999 ging das Blatt auf den M. & H. Schaper Philatelie-Verlag, Alfeld (Leine), über, der zur Verlagsgesellschaft Madsack gehört und in dessen Verlag „Philapress“ auch die Konkurrenzzeitschrift Briefmarken-Spiegel, die als monatlich erscheinendes Heft 2020 eine Druckauflage von 13.200 Exemplaren hat, erscheint. Von 2009 bis 2021 war Torsten Berndt Chefredakteur der DBZ und war seit 2014 in Personalunion auch des „Briefmarken-Spiegel“. Inzwischen ist Birgit Freudenthal die Chefredakteurin.

#### Aktuelle Druckauflage
Die Druckauflage der DBZ lag 2020 bei 8.400 Exemplaren pro 14-täglicher Ausgabe. Der ehemals umfangreiche Kleinanzeigenteil macht seit etlichen Jahren nur mehr 4 Seiten aus, da sowohl Händler als auch Philatelisten ihre entsprechenden Aktivitäten weitestgehend über Internetplattformen abwickeln.

### DBZ online – Die Briefmarken-Tageszeitung
2012 begann die Zeitschrift mit dem tagesaktuellen Angebot „DBZ online – Die Briefmarken-Tageszeitung“ auf ihrer Webseite. Mittlerweile beschränkt sich dieser Internetauftritt aber auf Eilmeldungen und einzelne Teaser. Die Firmierung „Die Briefmarken-Tageszeitung“ wurde aufgegeben.

## Titelseiten und Zeitungsköpfe der DBZ
Nachfolgend sind eine Titelseite der ersten Ausgabe der Deutschen Briefmarken-Zeitung und die Zeitungsköpfe von späteren Ausgaben abgebildet.

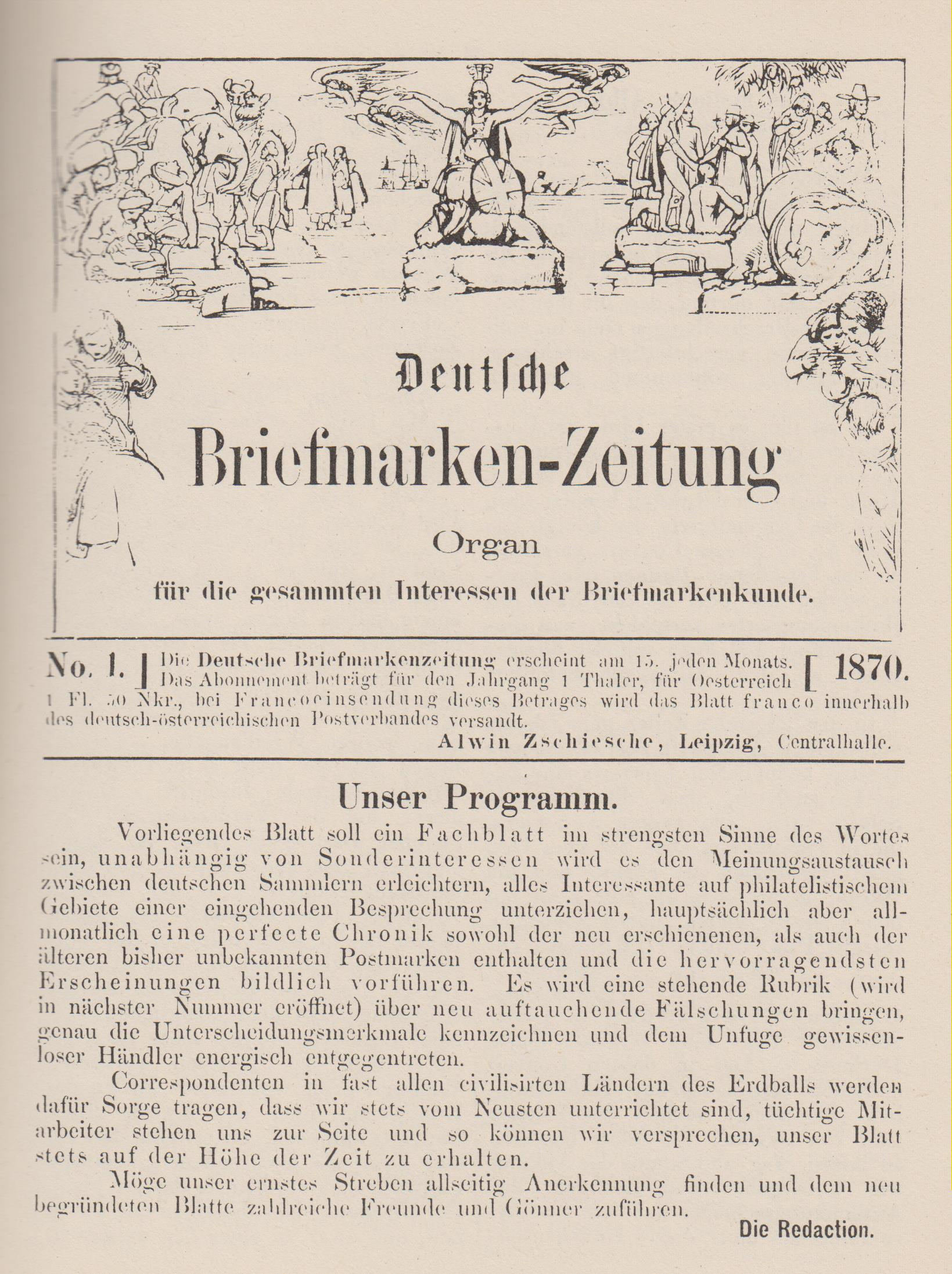
Titelseite der ersten Ausgabe der Deutschen Briefmarken-Zeitung von 1870
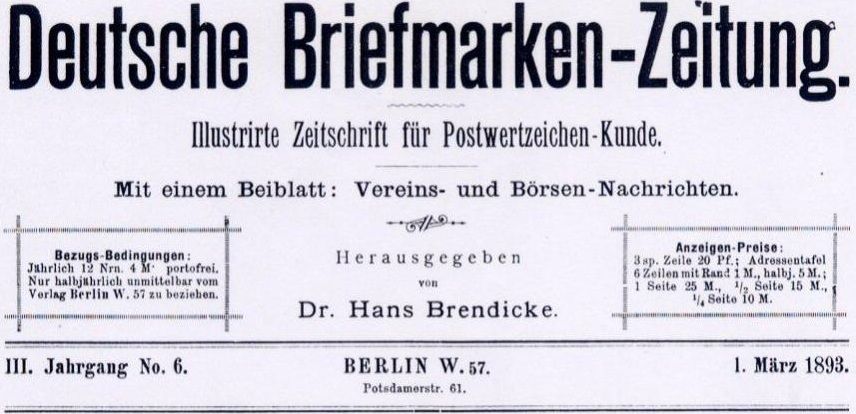
Deutsche Briefmarken-Zeitung von 1893
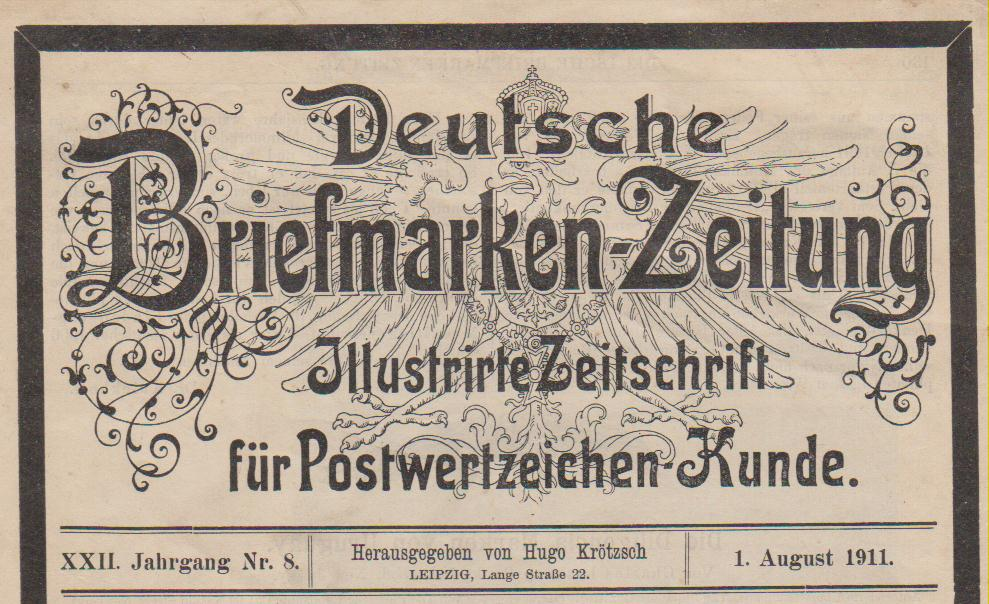
Deutsche Briefmarken-Zeitung von 1911
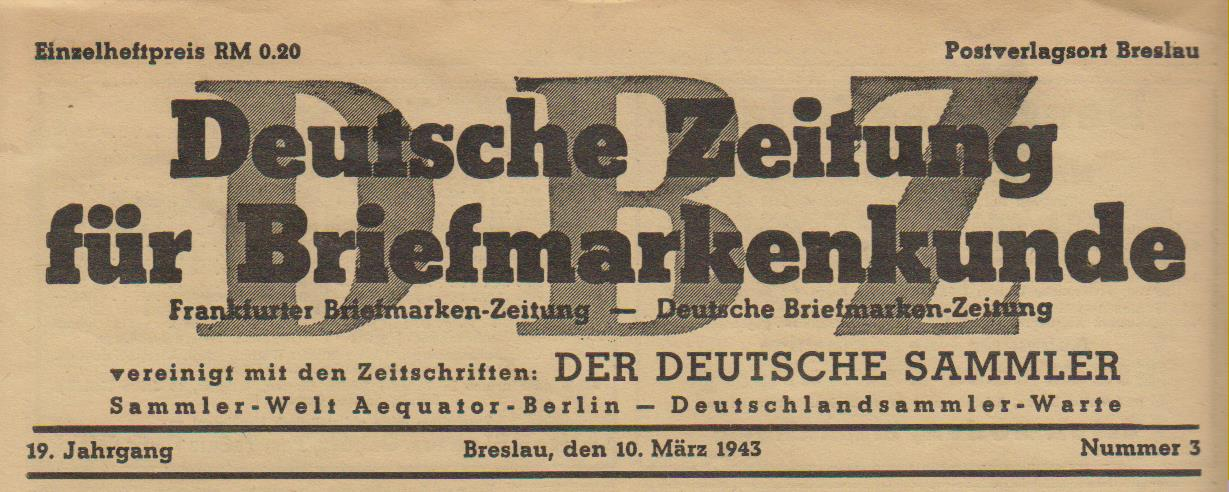
Letzte Ausgabe der DBZ im Zweiten Weltkrieg
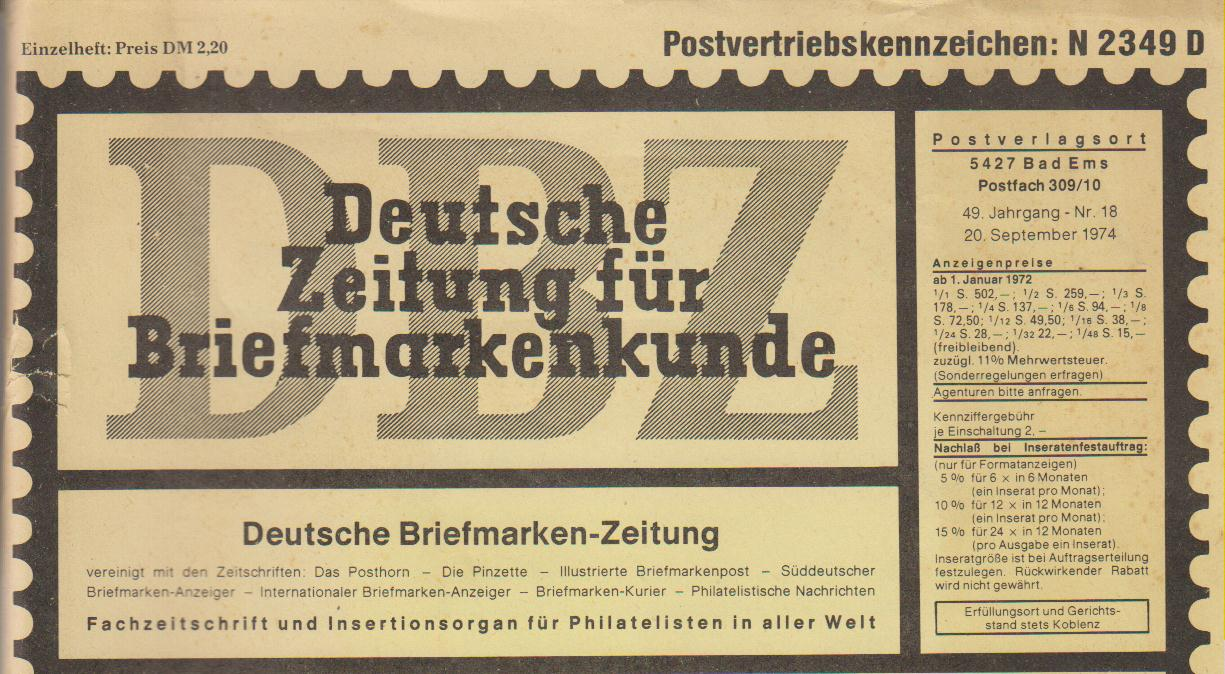
DBZ vom 20. September 1974